# Pyrenula luteopruinosa
Pyrenula luteopruinosa är en lavart som beskrevs av Etayo & Aptroot. Pyrenula luteopruinosa ingår i släktet Pyrenula och familjen Pyrenulaceae.   Inga underarter finns listade i Catalogue of Life.